# Kranenmortel (bedrijventerrein)
Kranenmortel is een bedrijventerrein in de Nederlandse gemeente Deurne.

## Historische ontwikkeling
Het bedrijventerrein ligt ten oosten van de Liesselseweg en ten zuiden van de spoorlijn Eindhoven-Venlo, boven op het zuidelijk deel van de Deurnese akker. Omstreeks 1960 werd een begin gemaakt met het aanleggen van het bedrijventerrein, nadat Deurnes' eerste bedrijventerrein, Grote Bottel, vol was. Hiervoor moest een belangrijk deel van de buurtschap Veldheuvel wijken. Het oudste gedeelte uit begin jaren zestig is de zone langs de oostzijde van de Liesselseweg (met de Philips-fabriek) en het planmatig aangelegde terrein tussen Indumastraat en Energiestraat.
In de jaren negentig werd het bedrijventerrein min of meer voltooid, maar incidenteel wordt er aan de oostelijke rand nog gebouwd.
De straten op het bedrijventerrein zijn naar termen genoemd die te maken hebben met het thema energie, namelijk Voltstraat, Energiestraat, Ohmstraat, Wattstraat, Geijzerstraat, Indumastraat en Ampèrestraat. Naast de Liesselseweg is de Doctor Huub van Doorneweg, een parallelweg langs de spoorlijn, de belangrijkste ontsluitingsweg. Aan de oostzijde lag tot 2009 nog de buurtschap Kranenmortel waar het bedrijventerrein naar genoemd is. Bij deze buurtschap ligt het sportpark Kranenmortel, waar onder meer SV Deurne haar thuisbasis heeft.
Bedrijven met belang voor de lokale economie, die gevestigd waren op dit bedrijventerrein, waren onder meer Philips en de textielmachinefabrikant Te Strake. De Driessen Group heeft nog altijd een grote vestiging op dit terrein.
Dorpen: Deurne · Helenaveen · Liessel · Neerkant · Vlierden · Walsberg

Buurtschappen: Baarschot · Belgeren · Bleijs · Breemortel · Groote Bottel · Kleine Bottel · Groot Bruggen · Klein Bruggen · Derp · Donschot · Haageind · Halte · Hanenberg · Heieind · Heimolen · Heitrak · Kerkeind · Kranenmortel · Kulert · Leensel · Luttel Meijel · Merlenberg · Molenhof · Pannenschop · Ruth · Schans · Schelm · Sloot · Veldheuvel · Vloeieind · De Voorstad · Voorste Beerdonk · Voort · Vreekwijk

Noord-Brabant: Steden en dorpen      Nederland: Provincies · Gemeenten